# Jonte
A Jonte folyó Franciaország területén, a Tarn bal oldali mellékfolyója.

## Földrajzi adatok
A folyó Lozère megyében, a Cévennekben ered 1 460 méteren, és Le Rozier városkánál ömlik be a Tarnba. Hossza 38,6 km.
Mellékfolyói a Brière és a Bétuzon.

## Megyék és városok a folyó mentén
- Lozère: Meyrueis, Le Rozier
- Aveyron : Peyreleau

## Külső hivatkozások
- services.sandre.eaufrance.fr
- A Tarn és a Jonte